# Župski Razboj
Župski Razboj är ett samhälle i Bosnien och Hercegovina.   Det ligger i entiteten Republika Srpska, i den norra delen av landet, 140 km nordväst om huvudstaden Sarajevo. Župski Razboj ligger 163 meter över havet och antalet invånare är 349.
Terrängen runt Župski Razboj är platt. Närmaste större samhälle är Prnjavor, 13,8 km sydost om Župski Razboj. 
Omgivningarna runt Župski Razboj är en mosaik av jordbruksmark och naturlig växtlighet. Runt Župski Razboj är det ganska tätbefolkat, med 67 invånare per kvadratkilometer.